# Норвежский железнодорожный клуб

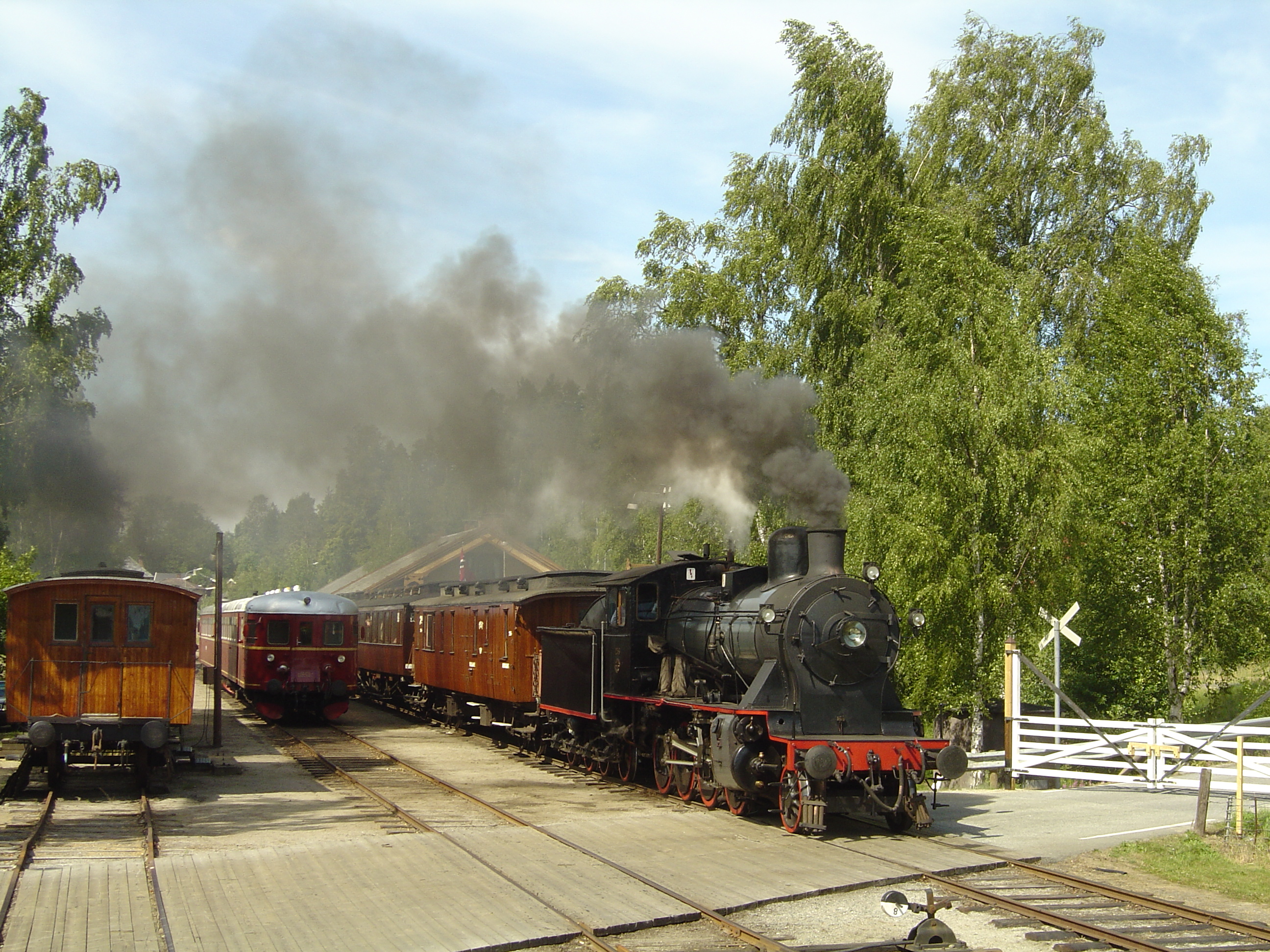
Поезд с паровозом NSB 24 одной из станций Крёдербанен

Норвежский железнодорожный клуб (норв. Norsk Jernbaneklubb) — общественная организация, объединяющая энтузиастов железнодорожного транспорта Норвегии.
Клуб был основан 22 мая 1969 года. Штаб-квартира находится в Осло, на железнодорожной станции Брюн, а филиалы раскиданы по всей стране. Клуб издаёт свой журнал «På Sporet» ("На рельсах"), выходящий раз в квартал, а также публикует книги.
Участники клуба участвуют в сохранении железнодорожного наследия. В ведении клуба находятся две музейные железнодорожные линии: Крёдербанен (26 км) и Гамле Воссебанен (18 км).
На своём веб-сайте клуб собирает информацию о станциях и подвижном составе, собирает фотографии.
Клуб является членом культурного фонда Норвегии.